# Hermetia albitarsis
Hermetia albitarsis är en tvåvingeart som beskrevs av Fabricius 1805. Hermetia albitarsis ingår i släktet Hermetia och familjen vapenflugor. Inga underarter finns listade i Catalogue of Life.